# Great Oakley (Essex)
Great Oakley est un village et une paroisse civile de l'Essex, en Angleterre.